# Museo archeologico di Lecco
Il Museo archeologico di Lecco è il museo archeologico di Lecco. Appartiene al "Sistema Museale Urbano di Lecco" (SiMUL). È stato inaugurato nel 2001 nella sede di Palazzo Belgiojoso, su progetto museologico di Gian Luigi Daccò.

## Storia
I musei civici di Lecco vennero costituiti nel 1900; nel 1927 vennero trasferiti nel Palazzo Belgiojoso a Castello, il disinteresse per l'archeologia che si manifestò negli anni '30 portò, nel 1940, alla chiusura della sezione archeologica. Nel 1963 venne allestita una sola sala con una piccola parte del materiale. Solo dal 1980 i musei civici avviarono un programma che prevedeva la catalogazione e il restauro del materiale delle collezioni archeologiche e la pubblicazione della Carta archeologica della provincia di Lecco. Si deve arrivare al 2001 per poter usufruire dell'esposizione delle collezioni.

## Il museo
Il percorso documenta gli insediamenti umani dal Paleolitico (Uomo di Neanderthal) all'alto medioevo, presentando tutte le culture (cultura di Polada, cultura di Golasecca, cultura di La Tène, cultura dei vasi a bocca quadrata, Roma antica) che si sono susseguite nel Lecchese.
L'allestimento  utilizza un ricco corredo didascalico, che illustra le modalità di rinvenimento dei reperti esposti e le loro funzioni d'uso, ricostruendo l'ambiente, l'abbigliamento e l'armamento dei diversi periodi. A fini divulgativi sono stati realizzati anche plastici, ricostruzioni e copie fedeli di oggetti secondo le tecniche dell'archeologia sperimentale.
Il menhir di Ello (calcolitico), il monetiere, collezioni greche e italiote, e la sala dedicata alla metallurgia completano il percorso.

## Sezioni
- Paleolitico
- Neolitico
- Mesolitico
- Età del rame
- Età del bronzo
- Età del ferro
- Età romana
- Alto medioevo
- Le collezioni
- La metallurgia